# 한화첨단소재
한화첨단소재(Hanwha Advanced Materials Corporation)는 1999년 7월 한화종합화학이 분할되며 자동차 부품소재, 태양광 부문을 분리하여 설립되었다. 2018년 11월 1일 한화큐셀앤드첨단소재로 통합되었다가 2022년 12월 1일 한화솔루션 첨단소재부문을 분리하여 재설립되었다.

## 연혁
- 1966년. 11월 충북 부강 PVC 공장 준공 (대한프라스틱)
- 1972년. 12월 한국프라스틱공업㈜ 설립 (PVC 5개사 통합)
- 1988년. 05월 한양화학, 한국프라스틱공업㈜ 합병
- 1994년. 10월 한화종합화학㈜로 사명 변경
- 1999년. 07월 한화종합화학 / 한화석유화학 분리
- 2003년. 03월 한화종화(북경) 설립
- 2005년. 03월 Maxforma Plastics LLC.
- 2005년. 07월 한화종화(상해) 설립
- 2007년. 10월 한화L&C로 사명 변경
- 2007년. 11월 미국 아즈델사 인수 (자동차 경량화 부품 세계1위 업체)
- 2007년. 12월 체코 자동차부품 생산법인 설립
- 2007년. 12월 캐나다 칸스톤(인조대리석) 생산법인 설립
- 2008년. 06월 대림콩크리트 EP(엔지니어드스톤) 사업부문 인수
- 2009년. 07월 캐나다 온타리오주 칸스톤(인조대리석) 생산공장 준공
- 2009년. 10월 체코 오스트라바 자동차부품 생산공장 준공
- 2013년. 3월 미국 미시간 EPP 생산공장 준공
- 2014년. 7월 한화L&C의 건자재 분야를 분리 후 한화첨단소재로 사명 변경
- 2018년. 11월 한화큐셀코리아와 합병하여 한화큐셀&첨단소재로 재출범
- 2022년. 12월 한화첨단소재 설립